# Stadshuset, Ronneby

Stadshuset i Ronneby uppfördes 1970 på Karlshamnsvägen 4, för att ersätta de gamla lokalerna i Gamla rådhuset. Det ritades av arkitekterna Göran Hultén och Jan Hallén och är beläget i kvarteret Sömmaren alldeles intill vattenfallet i Ronnebyån. Byggnadens fasad är klädd med vita keramiska plattor och har en taktäckning av takpapp. Under 2000-talet har byggnaden kompletterats med en solcellsanläggning på den platta takytan som ett komplement till byggnadens energibehov. Stadshuset innehöll tidigare Ronneby kommuns kommunarkiv men detta är sedan en tid flyttat till lokaler i anslutning till vårdanläggningen Vidablick, Ronneby.
I Stadshuset återfinns bland annat statyn Snöklockan av Per Hasselberg.